# Hägnasjön
Hägnasjön är en sjö i Jönköpings kommun i Småland och ingår i Nissans huvudavrinningsområde. Sjön är 6,2 meter djup, har en yta på 0,114 kvadratkilometer och är belägen 216,4 meter över havet. Sjön avvattnas åt nordväst av Kattån till Sågeviksdammen. Sjön har sitt största tilllöde från Kattån som avvattnar Källenässjön. Vid provfiske har abborre, lake, mört, signalkräfta och bäcköring fångats i Kattån 250 meter nedströms sjön.

## Delavrinningsområde
Hägnasjön ingår i det delavrinningsområde (639703-138352) som SMHI kallar för Mynnar i Nissan. Avrinningsområdets medelhöjd är 253 meter över havet och ytan är 37,15 kvadratkilometer. Det finns inga delavrinningsområden uppströms utan avrinningsområdet är högsta punkten. Lillån som avvattnar avrinningsområdet har biflödesordning 2, vilket innebär att vattnet flödar genom totalt 2 vattendrag innan det når havet efter 178 kilometer. Delavrinningsområdet består mestadels av skog (70 procent) och sankmarker (11 procent). Avrinningsområdet har 1,06 kvadratkilometer vattenytor vilket ger avrinningsområdet en sjöprocent på 2,9 procent.